# Djawf
La región de Djawf o Al Nafud era un sheikato dependiente de los Banu Rashid de Djebel Shammar, situado entre Shammar y Jordania.
En 1909 cayó en poder de los Ruwala (dirigidos por Nuri ben Shalan) y fue disputada durante trece años por los Banu Rashid, los Ruwala y los Wahabitas del Nejd hasta que en 1922 fue conquistada por los últimos.
- Datos: Q5812029